# Paus Severinus
Severinus (Rome, geboortedatum onbekend - sterfplaats onbekend, 2 augustus 640) was de 71e paus van de Rooms-Katholieke Kerk.
De Romein Severinus was de zoon van een zekere Abienus. Hij werd al op 15 oktober 638, drie dagen na de dood van zijn voorganger Honorius I, gekozen maar Byzantijnse keizer Heraclius weigerde de keuze echter te bevestigen. In plaats daarvan eiste hij dat Severinus de door hem opgestelde Ecthesis zou ondertekenen. De in deze geloofsbekentenis vastgelegde monothelitische leer was omstreden (Severinus' voorganger zou er door het Derde Concilie van Constantinopel in 680 zelfs als ketter om veroordeeld worden) maar Severinus weigerde. Hij werd daarop twee jaar van de paustroon gehouden. Intussen plunderde Isacius, exarch van Ravenna, onder bescherming van Heraclius, het Vaticaan. Op 28 mei 640 nam Severinus' pontificaat na een sedisvacatio van een jaar en zeven maanden alsnog een aanvang. Het zou van korte duur zijn: reeds op 2 augustus 640 stierf hij. Severinus wordt na vier maanden opgevolgd door Paus Johannes IV, wiens pontificaat eveneens beheerst zal worden door twisten rond het monothelitisme.
Cursief: tegenpaus